# The Price of Silence
Pour plus de détails, voir Fiche technique et Distribution.
The Price of Silence est un film muet américain réalisé par Joseph De Grasse et sorti en 1916.

## Synopsis
Une femme a fait confiance à son créancier, mais elle doit bientôt en payer le prix…

## Fiche technique
- Réalisation : Joseph De Grasse
- Scénario : Ida May Park, d'après une histoire de W. Carey Wonderly
- Chef-opérateur : King D. Gray
- Date de sortie : États-Unis : 11 décembre 1916

## Distribution
- Dorothy Phillips : Helen Urmy
- Jack Mulhall : Ralph Kelton
- Lon Chaney : Edmond Stafford
- Frank Whitson : Oliver Urmy
- Evelyn Selbie : Jenny Cupps
- Jay Belasco : Billy Cupps
- J. Edwin Brown : le locateur
- Vola Vale : Aline